# Niko Kovač
Niko Kovač Ausspracheⓘ [ˈniːkɔ ˈkɔʋaːtʃ] (* 15. Oktober 1971 in West-Berlin) ist ein ehemaliger kroatischer Fußballspieler und heutiger -trainer. Als Spieler war er unter anderem in seiner Geburtsstadt bei Hertha BSC, bei Bayer 04 Leverkusen, beim Hamburger SV und beim FC Bayern München aktiv. Er lief in 83 Länderspielen für die kroatische Nationalmannschaft auf. Nach drei Jahren in Österreich beim FC Red Bull Salzburg beendete er im Jahre 2009 seine Laufbahn als Spieler und begann seine Trainerkarriere.
Von Oktober 2013 bis September 2015 war er Trainer der kroatischen Nationalmannschaft. Ab März 2016 war er Trainer des Bundesligisten Eintracht Frankfurt, mit dem er im Mai 2018 den DFB-Pokal gewann. Von Juli 2018 bis zum 3. November 2019 war Kovač Cheftrainer des FC Bayern München, mit dem er in seiner ersten Saison das Double aus Meisterschaft und DFB-Pokal sowie den DFL-Supercup gewann. Von Juli 2020 bis Ende Dezember 2021 war er Cheftrainer der AS Monaco, mit der er das französische Pokalfinale erreichte, welches mit 0:2 gegen Paris Saint-Germain verloren wurde. Ab der Saison 2022/23 bis zu seiner Entlassung im März 2024 war Kovač Cheftrainer des VfL Wolfsburg. Am 2. Februar 2025 übernahm er das Amt des Cheftrainers von Borussia Dortmund.

## Leben
Die kroatischen Eltern von Niko Kovač waren aus Livno in der SR Bosnien-Herzegowina, Teilrepublik der SFR Jugoslawien, ausgewandert und ließen sich in Berlin-Wedding in der Turiner Straße nieder. Dort wurden Niko und seine zwei Geschwister (ein Bruder und eine Schwester) geboren, von denen sein Bruder Robert ebenfalls ein ehemaliger Fußballspieler und jetziger Trainer ist. Kovač besuchte zunächst die Wedding-Grundschule in der Antonstraße. Im Anschluss machte er sein Abitur am Lessing-Gymnasium mit einem Schnitt von 2,9 und studierte danach Betriebswirtschaftslehre.
Er besitzt ausschließlich die kroatische Staatsbürgerschaft. Die Kinder wurden von ihren Eltern christlich erzogen; auch heute ist die Bibel nach eigenem Bekunden eine wertschaffende Quelle für Niko Kovač. Er ist praktizierender Katholik.
Kovač ist verheiratet und hat eine Tochter. Mit seinem Bruder Robert spielte er gemeinsam bei Bayer 04 Leverkusen, Bayern München und in der kroatischen A-Nationalmannschaft. Nach der Karriere als aktiver Spieler war Robert Kovač bei der kroatischen U21 und der A-Nationalmannschaft sowie bei Eintracht Frankfurt, bei Bayern München, bei der AS Monaco, dem VfL Wolfsburg und seit Februar 2025 bei Borussia Dortmund Co-Trainer seines Bruders.

## Karriere als Spieler

### Vereine
Niko Kovač begann bei Rapide Wedding mit dem Fußballspielen. 1989 wechselte er zu Hertha 03 Zehlendorf, wo Kovač 1990/91 beim Tabellendritten in der Berliner Staffel der drittklassigen Amateur-Oberliga im Männerbereich debütierte. Im Sommer 1991 ging er zum Zweitligisten Hertha BSC, bei dem er sich bis 1996 zum Stamm- und Führungsspieler entwickelte, aber nie den Aufstieg in die Bundesliga schaffte. Sein Debüt als Profi gab er am 2. November 1991 (16. Spieltag) beim 1:1 im Heimspiel gegen den VfL Osnabrück, als er in der 77. Minute für Armin Görtz eingewechselt wurde. Sein erstes Tor erzielte er in der folgenden Saison am 12. Dezember 1992 (25. Spieltag) beim 3:0-Heimsieg über Hannover 96. Des Weiteren kam er sechsmal im DFB-Pokal zum Einsatz.
Von 1996 bis 1999 spielte er für den Bundesligisten Bayer 04 Leverkusen, für den er 77 Ligaspiele (acht Tore), sieben Champions-League-Spiele und vier UEFA-Pokal-Spiele bestritt und mit dem er 1999 Vizemeister wurde. Es folgten zwei Spielzeiten beim Hamburger SV, bei dem er sich als Stammspieler etablierte und für den er 55 Ligaspiele (zwölf Tore), acht Champions-League-Spiele (ein Tor), ein UEFA-Pokal- und zwei DFB-Pokal-Spiele bestritt. Nachdem Uli Hoeneß als Manager vom FC Bayern München auf Kovač aufmerksam geworden war, folgte 2001 der Wechsel zu den Münchnern. Mit dem FC Bayern gewann er den Weltpokal 2001 und bestritt bis 2003 34 Ligaspiele (drei Tore), sieben DFB-Pokal-Spiele (ein Tor) und sechs Champions-League-Spiele (ein Tor), gewann 2003 das Double (Meisterschaft und Pokalsieg) und verließ den Verein, als er nicht mehr zum Stammpersonal gehörte.
Nach drei weiteren Spielzeiten für Hertha BSC wechselte Kovač 2006 nach Österreich zum FC Red Bull Salzburg, bei dem er als Mannschaftskapitän am Ende seiner ersten Saison 2007 österreichischer Meister wurde. Nach dem Ende der Saison 2008/09, in der er wieder Meister wurde, beendete er am 31. Mai 2009 seine Karriere als aktiver Fußballer.

### Nationalmannschaft
Kovač debütierte 1996 in der kroatischen Nationalmannschaft, für die er bis zu seinem Rücktritt als Nationalspieler im Januar 2009 83-mal zum Einsatz kam und 14 Tore erzielte. Er nahm an den Weltmeisterschaften 2002 und 2006 sowie an den Europameisterschaften 2004 und 2008 teil. In den jeweils drei Gruppenspielen dieser Turniere erzielte er auch zwei Tore: Am 21. Juni 2004 bei der 2:4-Niederlage im letzten Vorrundenspiel gegen England und am 22. Juni 2006 beim 2:2 im letzten Vorrundenspiel gegen Australien.

## Karriere als Trainer

### FC Red Bull Salzburg

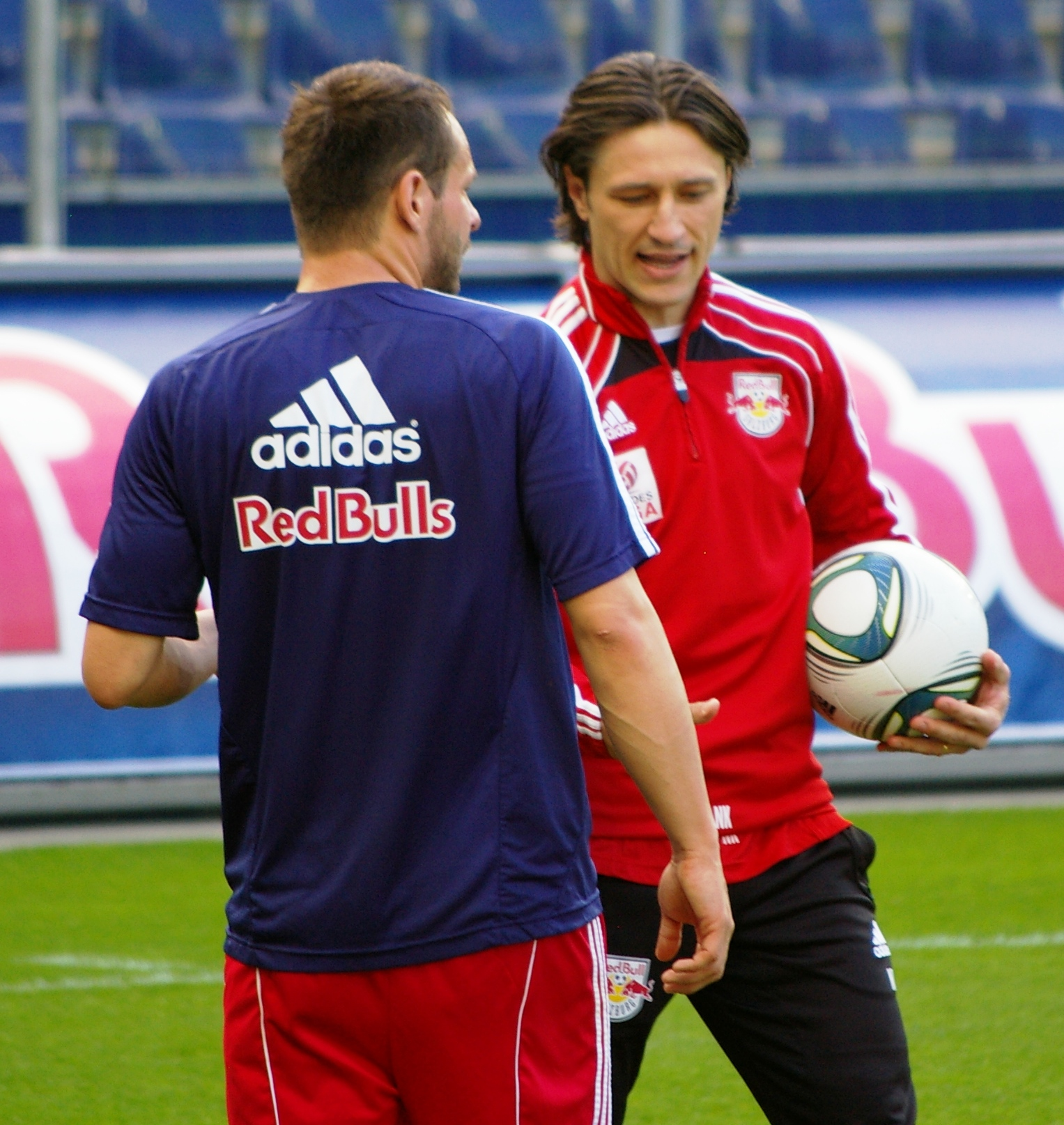
Niko Kovač bei seinem ersten Pflichtspiel als Co-Trainer von Red Bull Salzburg (2011)

Ab der Sommerpause 2009 bis Juni 2011 trainierte Kovač als Nachfolger von Adi Hütter die zweite Mannschaft von Red Bull Salzburg („Juniors“). Nachdem im April 2011 der Cheftrainer der 1. Mannschaft Huub Stevens beurlaubt worden war, übernahm Kovač als Co-Trainer neben dem neu verpflichteten Ricardo Moniz das Training der 1. Mannschaft. Ende Juni 2012 wurde Kovač freigestellt, nachdem Ricardo Moniz zurückgetreten war und der neue Cheftrainer Roger Schmidt ohne Kovač geplant hatte.

### Nationalmannschaft Kroatiens
Im Januar 2013 wurde Kovač Trainer der kroatischen U-21-Nationalmannschaft. Sein Bruder Robert assistierte ihm dabei als Co-Trainer.
Am 16. Oktober 2013 wurde Kovač als Nachfolger von Igor Štimac zum Trainer der kroatischen Nationalmannschaft der Männer berufen, nachdem diese die letzten beiden Spiele verloren und damit die direkte Qualifikation zur Fußball-Weltmeisterschaft 2014 verpasst hatte. Unter der Leitung von Kovač setzte sich die kroatische Mannschaft in den Play-offs gegen Island durch und schaffte somit die WM-Qualifikation. Beim Turnier in Brasilien kamen die Kroaten nicht über die Vorrunde hinaus.
Die Qualifikation zur EM 2016 verlief zunächst sehr erfolgreich für Kovač. Man konnte zum Beispiel Aserbaidschan zu Hause mit 6:0 oder Norwegen mit 5:1 besiegen; aber im Verlauf eben jener Qualifikation spielte seine Mannschaft nur 0:0 in Aserbaidschan und verlor 0:2 in Norwegen. Daraufhin stellte der kroatische Verband Kovač am 9. September 2015 frei.

### Eintracht Frankfurt
Ab dem 8. März 2016 war Kovač als Nachfolger von Armin Veh Cheftrainer des deutschen Bundesligisten Eintracht Frankfurt. Er unterschrieb zunächst einen Vertrag mit einer Laufzeit bis zum Saisonende 2017, den er bereits Anfang Dezember 2016 bis 2019 verlängerte. Darin wurde u. a. vereinbart, dass Kovač bei Angeboten europäischer Spitzenvereine den Verein für eine festgeschriebene Ablösesumme verlassen könne.
Er übernahm die Mannschaft auf dem 16. Tabellenplatz, den sie auch am Saisonende innehatte. Somit musste die Mannschaft zwei Relegationsspiele gegen den Zweitliga-Dritten 1. FC Nürnberg bestreiten. Mit einem 1:1 im Heimspiel und einem 1:0-Sieg in Nürnberg gelang der Klassenerhalt. Zur Winterpause 2016/17 stand er mit der Eintracht auf dem vierten, zu Saisonende auf dem 11. Tabellenplatz. Zudem führte er die Frankfurter Eintracht ins DFB-Pokal-Finale, in dem sie aber Borussia Dortmund knapp mit 1:2 unterlag.
Am 18. April 2018 zog er mit seiner Mannschaft zum zweiten Mal in Folge in das Endspiel des DFB-Pokals ein. Dort traf er mit Frankfurt am 19. Mai 2018 auf seinen zukünftigen Arbeitgeber FC Bayern München und gewann 3:1. Die Bundesliga-Saison 2017/18 wurde auf dem 8. Tabellenplatz beendet. Wie bereits im Jahr zuvor, hatte das Team auch in dieser Spielzeit zeitweise auf einem Champions-League-Rang gestanden.

### FC Bayern München

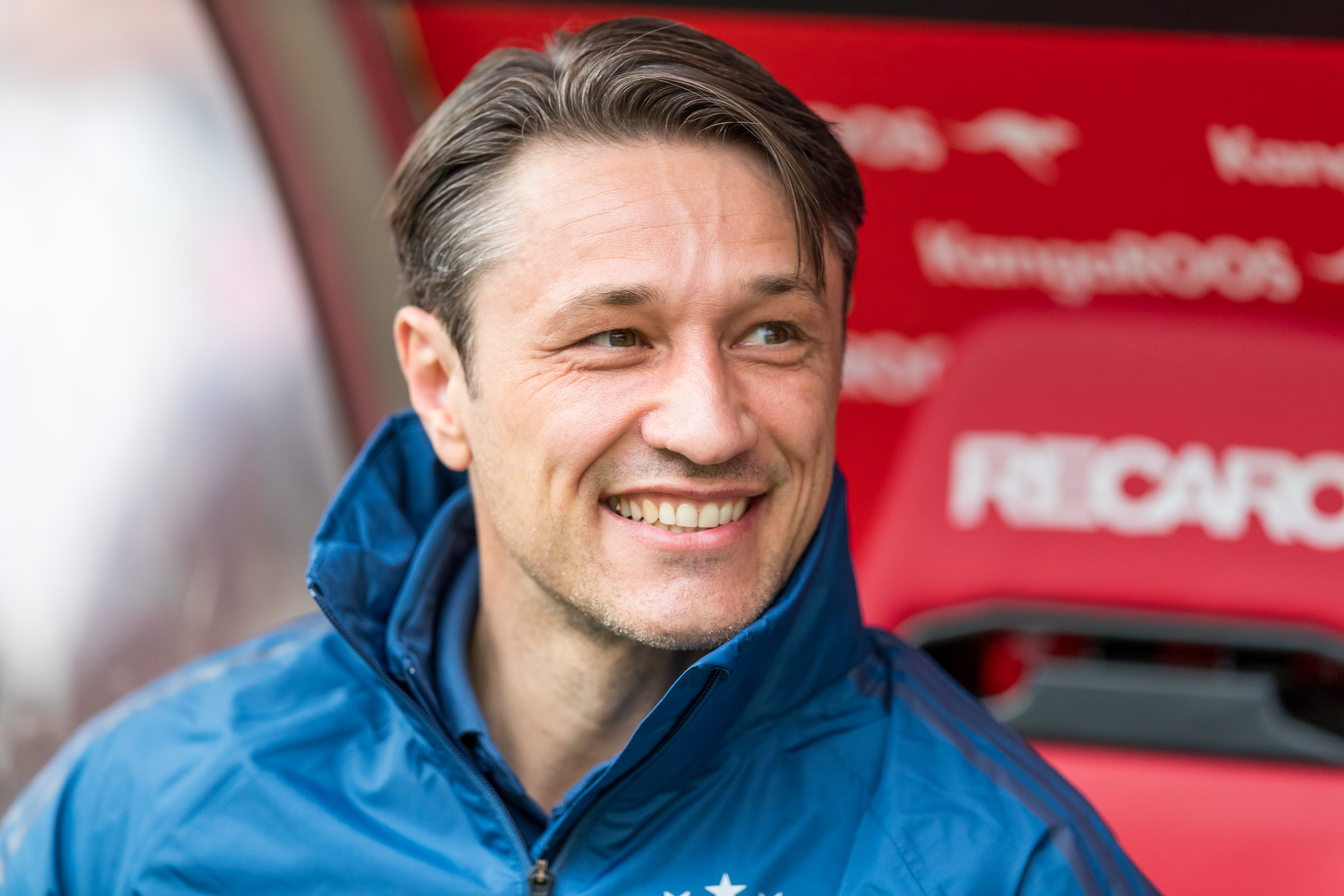
Niko Kovač beim FC Bayern München (2019)

Zur Saison 2018/19 übernahm Kovač die Bundesligamannschaft des FC Bayern München von Jupp Heynckes. Er erhielt einen bis zum 30. Juni 2021 laufenden Vertrag. Er gewann mit den Bayern den DFL-Supercup 2018 und beendete die Hinrunde mit 36 Punkten auf dem zweiten Tabellenplatz. In der Champions League schied man bereits im Achtelfinale gegen den FC Liverpool aus, damit verabschiedete sich der FC Bayern so früh wie zuletzt 2011 aus diesem Wettbewerb. Im DFB-Pokal hingegen zog Kovač mit seiner Mannschaft ins Finale ein, für ihn persönlich bedeutete dies die dritte Finalteilnahme in Folge.
In der Bundesliga holte Bayern in der Rückrunde einen Rückstand von neun Punkten auf Borussia Dortmund auf und entschied am 34. Spieltag mit einem 5:1 gegen Eintracht Frankfurt die Meisterschaft für sich. Für Kovač war dies der erste Meistertitel als Trainer. Zudem ist er einer von drei Personen neben Franz Beckenbauer und Hansi Flick, der sowohl als Spieler als auch als Trainer mit dem FC Bayern deutscher Meister wurde.
Eine Woche nach dem Gewinn der Meisterschaft gewann er mit dem FC Bayern München im Berliner Olympiastadion das Finale des DFB-Pokals durch ein 3:0 gegen RB Leipzig. Damit ist er gemeinsam mit Hansi Flick und Xabi Alonso der Einzige, der sowohl als Spieler als auch als Trainer mit einer Mannschaft das Double gewann.
Am 3. November 2019 trennte sich der FC Bayern nach einer 1:5-Niederlage bei Eintracht Frankfurt von Kovač und dessen Bruder und Co-Trainer Robert. Zu diesem Zeitpunkt stand die Mannschaft nach 10 Spieltagen mit 18 Punkten auf dem vierten Platz der Bundesliga.

### AS Monaco
Zur Saison 2020/21 übernahm Kovač zusammen mit Bruder Robert die AS Monaco, bei der sie bis zum 30. Juni 2023 laufende Verträge unterschrieben. Zum Ende der Saison wurde man Dritter, fünf Punkte hinter Meister OSC Lille und vier Punkte hinter Paris Saint-Germain. In der Coupe de France erreichte Kovačs Mannschaft das Finale, welches sie mit 0:2 gegen PSG verloren. Nachdem die Mannschaft die Hinrunde der Saison 2021/22 mit 29 Punkten auf dem 6. Platz abgeschlossen hatte, trennte sich der Verein in der Winterpause von Kovač.

### VfL Wolfsburg
Zur Saison 2022/23 kehrte Kovač in die Bundesliga zurück und übernahm den VfL Wolfsburg als Nachfolger von Florian Kohfeldt. Er unterschrieb einen bis zum 30. Juni 2025 laufenden Vertrag. Die Spielzeit wurde auf dem 8. Platz beendet, ein Punkt hinter den Rängen, die für den europäischen Wettbewerb berechtigen. In der Saison 2023/24 konnte die Mannschaft nicht an die Leistungen der Vorsaison anknüpfen. Während der Länderspielpause im März 2024 trennte sich der Verein von Kovač, als man nach dem 26. Spieltag mit 25 Punkten auf dem 14. Platz stand und 6 Punkte Vorsprung auf den Relegationsplatz sowie 7 Punkte Vorsprung auf einen Abstiegsplatz hatte.

### Borussia Dortmund
Anfang Februar 2025 – im Anschluss an den 20. Bundesligaspieltag sowie die Ligaphase der Champions League – übernahm Kovač das Amt des Cheftrainers bei Borussia Dortmund. Er folgte auf den Interimstrainer Mike Tullberg, unter dem die Mannschaft sich für die Achtelfinal-Playoffrunde der Champions League qualifizierte und erhielt einen bis zum 30. Juni 2026 gültigen Vertrag. Gemeinsam mit ihm verpflichtete der BVB auch Kovačs Bruder Robert sowie Filip Tapalović. Der BVB stand bei seiner Amtsübernahme mit 29 Punkten auf dem 11. Platz und hatte vier Punkte Rückstand auf einen Champions-League-Platz. Kovač verlor seine ersten beiden Ligaspiele, anschließend folgten jedoch neun Siege, ein Unentschieden und zwei weitere Niederlagen. Mit 28 Punkten aus 14 Spielen gelang dem BVB als zweitbeste Rückrundenmannschaft am letzten Spieltag der Sprung auf den 4. Platz und damit die Qualifikation für die Champions League. In der laufenden Champions-League-Saison besiegte die Mannschaft unter Kovač Sporting Lissabon in der Playoffrunde und den OSC Lille im Achtelfinale, ehe im Viertelfinale gegen den FC Barcelona Schluss war.

## Titel

### Als Spieler
International
- Weltpokalsieger: 2001 (FC Bayern München)

Deutschland
- Meister: 2003 (FC Bayern München)
- Pokalsieger: 2003 (FC Bayern München)

Österreich
- Meister (2): 2007, 2009 (beide FC Red Bull Salzburg)

### Als Cheftrainer
- Deutscher Meister: 2019 (FC Bayern München)
- Deutscher Pokalsieger (2): 2018 (Eintracht Frankfurt), 2019 (FC Bayern München)
- Deutscher Supercupsieger: 2018 (FC Bayern München)

## Auszeichnungen
Kovač erhielt 2016 vom Deutschen Olympischen Sportbund den Fair-Play-Preis des Deutschen Sports und die DFB-Fair-Play-Medaille für sein Verhalten gegenüber den Nürnbergern, die die Relegation gegen Frankfurt verloren hatten. „Die ehrliche Empathie für den sportlichen Gegner gerade im Angesicht des eigenen, wichtigen Sieges, ist beispielhaft für faires Verhalten im Sport“, urteilte die Jury des Preises.